# نورس شوكي الذيل

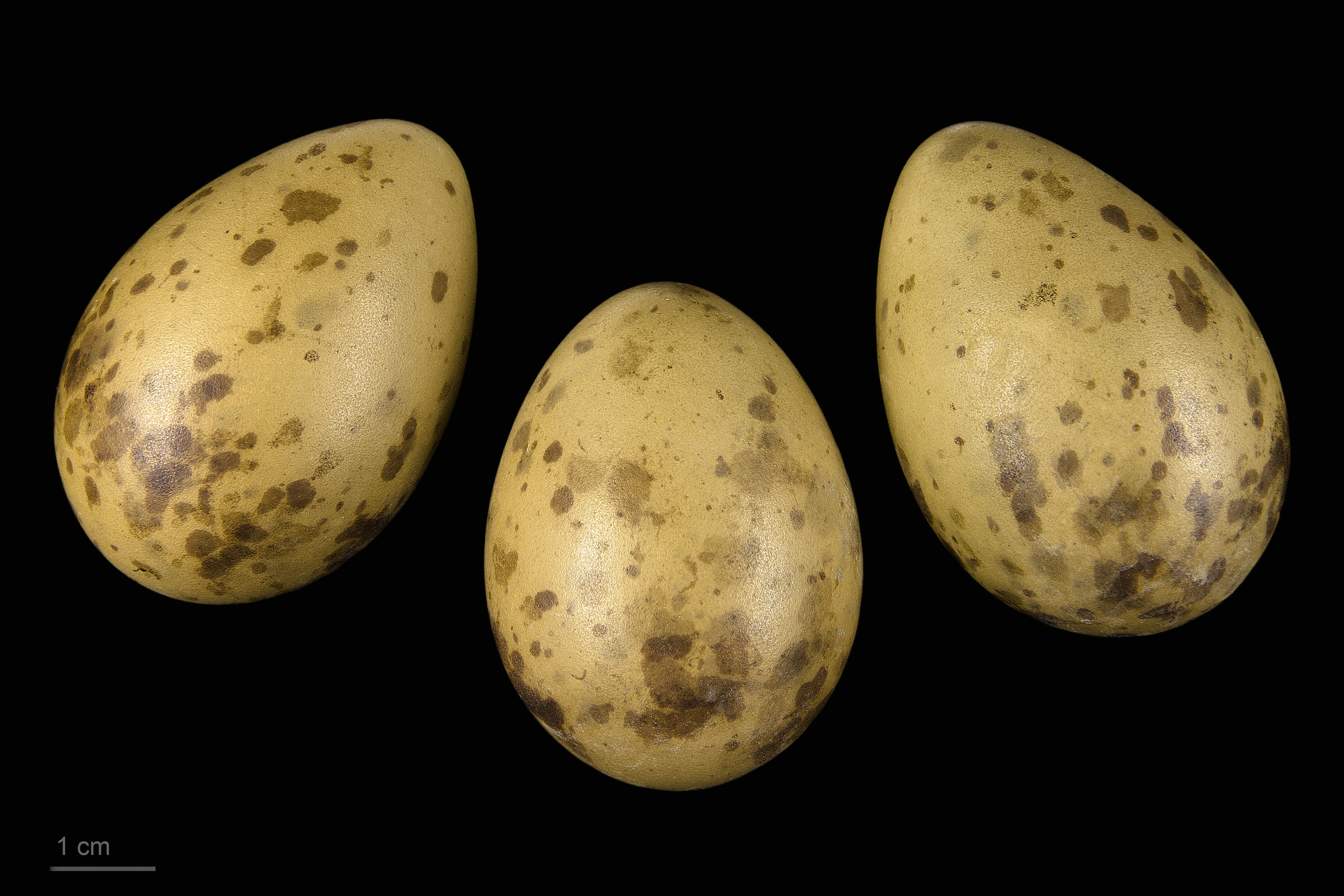
Xema sabini

نورس شوكي الذيل أو نورس سابيني (الاسم العلمي: Xema sabini) (بالإنجليزية: Fork-tailed gull or Sabine's Gull)‏ هو نوع من الطيور يتبع جنس نورس ذيل السمكة من الفصيلة النورسية.